# 世界马戏团
世界马戏团（World Circus）是瑞士的综合马戏团艺术巡演活动，1984年由艺术家尤里·梅森-雅辛（Youri Messen-Jaschin）所创立。演出涵盖着从古老到前卫的各种形式。

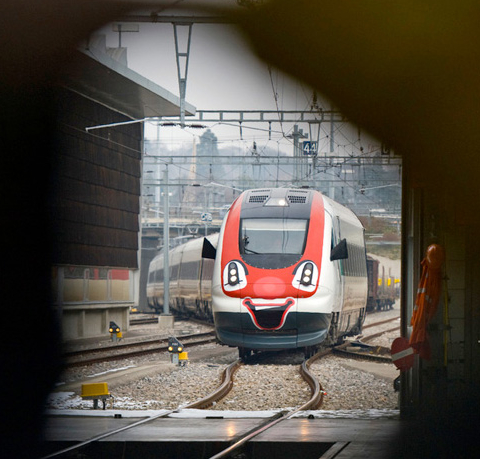
2010年世界马戏团时瑞士高铁 ICN 的小丑纪念涂装

## 演出内容
演出在每个城市持续9到12个月。它容纳总共数千人的观众和各样艺术家，包括杂技演员、钢丝行者、游僧、小丑、音乐家、驯兽师、魔术师、现代舞者、歌剧团、光影艺术家、飞行者、游行乐团及哑剧演员等。其形式多样放佛涵盖“表演”这个词的所有含义，呈现着马戏团艺术的宇宙、科学、信息图景。这些成千艺术家从瑞士和世界各地聚集起来，在1年的时间里将城市带领走进发现美的旅程。
世界马戏团的主要目标是将艺术创作与城市空间之间开辟一条新的路径。演出对关于当代创作及最新技术的广泛好奇心提供新的视野。这源自科学知识、工业生产及视觉创造的不同领域带来的视觉思维（visual thought）的不可逆转性发展，以及沟通传播的实践、技术和文化革新。
所有的演出利润均捐赠为人道主义活动。

### 书籍
- 1987 : Yakari, World Circus N° 153, Tout le monde du cirque à Lausanne
- 1989 : Le cirque à l'Affiche 出版社 Gilles Attinger - Hauterive | 瑞士 | ISBN 2-88256-037-0
- 1991 : Lausanne palace History and chronicles (75 years of a prestigious hotel) 出版社 Presses Centrales Lausanne SA, 洛桑/瑞士 ()
- Literatur - Unterhaltung ( （页面存档备份，存于）) (1985–1989)
- 2010 : Le Cirque piste de lecture () 出版社 Municipal Library 日内瓦 2010
- 2010 : Le Chapiteau imaginaire ()(出版社 Bibliothèque Carouge)
- 2010 : A Horizontal Chinese scroll from the Yuan Dynasty (1279-1368) ()(出版社: Guy & Myriam Ullens Foundation, 日内瓦) (ISBN 978-2-8399-0724-8)

## 外部链接

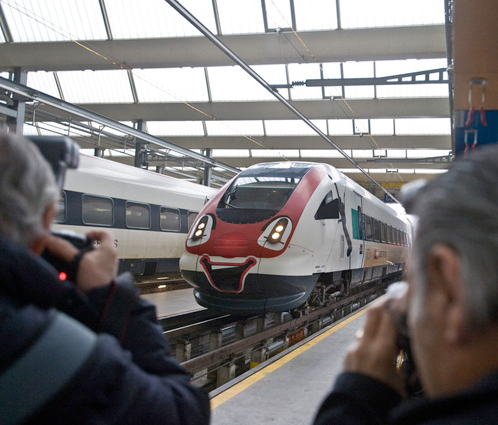
2010年世界马戏团时瑞士高铁 ICN 的小丑纪念涂装

### 获奖海报
- 1987: World Circus Lausanne 1987. （由瑞士联邦内政部颁奖）( （页面存档备份，存于）)
- 2010: World Circus Geneva 2010. （由瑞士海报奖颁奖）( （页面存档备份，存于）)